# Склафани Бањи
Склафани Бањи (итал. Sclafani Bagni) је насеље у Италији у округу Палермо, региону Сицилија.
Према процени из 2011. у насељу је живело 396 становника. Насеље се налази на надморској висини од 764 м.

## Становништво
Према резултатима пописа становништва 2011. у општини је живело 450 становника.
| 1931. | 1936. | 1951. | 1961. | 1971. | 1981. | 1991. | 2001. | 2011. |
| ----- | ----- | ----- | ----- | ----- | ----- | ----- | ----- | ----- |
| 837   | 1.044 | 1.139 | 841   | 769   | 720   | 609   | 506   | 450   |